# Konfrontationsmodernisme
Konfrontationsmodernisme er en særlig betegnelse for den danske modernistiske digtning i 1960’erne. Betegnelsen er navngivet efter Klaus Rifbjergs digtsamling Konfrontation, udgivet i 1960. Det sproglige billede udtrykker det enkelte menneskes møde med omverdenen i et sprængt og billedrigt sprog. Denne omverden præsenteres i en fragmenteret form, der overvælder den enkeltes sanser, i en sådan grad, at denne ligeså, fremstår fragmenteret. Hermed udtrykkes en eksistentiel erfaring af livet som kropsligt og konkret.
Konfrontationsmodernismen er en del af kulturradikalismen.